# 伊藤晃 (俳優)
伊藤 晃（いとう あきら、1982年 - ）は、日本の俳優。第2劇場所属。兵庫県出身。戌年生まれ。

## 略歴
大阪大学人間科学部卒。大阪の劇団「第2劇場」で俳優として活動を始める。2008年より活動の拠点をニューヨークに移し、舞台『ねじまき鳥クロニクル』や映画『バードマン あるいは（無知がもたらす予期せぬ奇跡）』などに出演する。ニューヨーク滞在中にオーディションを受けた『犬ヶ島』には声優として出演。2018年、兵庫県のAI・HALLで上演された『二十世紀の退屈男』に出演。2020年、第2劇場の舞台『フライングチェック』に出演。